# NGC 7534
NGC 7534 ist eine irreguläre Galaxie vom Hubble-Typ IBm im Sternbild Fische auf der Ekliptik. Sie ist schätzungsweise 164 Millionen Lichtjahre von der Milchstraße entfernt.
Das Objekt wurde am 1. Oktober 1864 vom deutschen Astronomen Albert Marth entdeckt.